# Radnóti Sándor
Radnóti Sándor, születési nevén Recht Sándor (Budapest, 1946. március 27. –) Széchenyi-díjas magyar esztéta, kritikus, filozófus, irodalomtörténész, professor emeritus, a Magyar Tudományos Akadémia rendes tagja (2025).

## Életpályája
Középiskolai tanulmányait négy különböző intézményben végezte, végül a Petőfi Sándor Gimnáziumban érettségizett. Ekkor ismerkedett meg Kenedi Jánossal és Heller Ágnessel. 1964–1969 között az ELTE magyar-filozófia szakára járt (Lukács György tanítványa, az úgynevezett „Lukács-óvoda” tagja). 1969–1972 között a Magvető Könyvkiadó, 1972–1980 között a Gondolat Könyvkiadó szerkesztője volt. 1980–1989 között szellemi szabadfoglalkozású, a magyar demokratikus ellenzék egyik fontos alakja volt. Egy nyilatkozatban szolidaritást vállalt a Charta ’77-tel. 1984-ben Soros-ösztöndíjjal New Yorkban kutatott. Részt vett 1985. június 14–16. között a monori találkozón. 
1988–1989 között az SZDSZ Országos Tanácsának a tagja volt. 1989-től a Holmi folyóirat megszűnéséig a szerkesztőbizottság tagja volt. 1994-ben országgyűlési képviselőjelölt volt. 1991 óta a filozófiai tudományok doktora, 1993-ban kapta meg egyetemi tanári kinevezését az ELTE BTK-n. 2016-ban emeritálták. 1995–1999 között a Soros Alapítvány könyvpályázati zsűrijének elnöke volt. 1996 óta a Magyar Ösztöndíjbizottság tagja. 1997–2000 között, valamint 2006–2010 között a Kossuth- és Széchenyi-díjak irodalmi albizottságának elnöke volt. 2009-ig részt vett az AEGON művészeti díj zsűrizésében. 2003. április 22-én előadást tartott a Mindentudás Egyetemén Jó ízlés, rossz ízlés címmel. 
2019-ben a Magyar Tudományos Akadémia levelező, 2025-ben rendes tagjává választották.
Kutatási területe: kritika, esztétika, művészetfilozófia a 18–21. században.

## Családja
Radnóti István (1906–1965) gyerekorvos és Barta Magdolna fia. Apai nagyapja Recht Sándor (1867–1918) zenetanár és hegedűművész volt. Dédapja, Recht Ignác (1837–1899) nagyváradi rendőrkapitány, dédanyja, Bauer Zsófia (1843–1925) a nagyváradi polgári leányiskola igazgatónője volt.
Felesége 1969 óta Kardos Julianna. Gyermekei Anna (1975) és András (Csáki Judit színikritikustól, 1992).

## Művei
- Die Seele und das Leben (Fehér Ferenccel, Heller Ágnessel, Márkus Györggyel), Frankfurt/Main, 1978
- La Scuola di Budapest: sul giovane Lukács (Fehér Ferenccel, Heller Ágnessel, Márkus Györggyel), Firenze, 1978
- A szenvedő misztikus / Misztikus eszme, lírai forma / Pilinszky János lírai költészetéről; Akadémiai, Budapest, 1981 (Opus), 128 oldal
- Mi az, hogy beszélgetés? Bírálatok; Budapest: Magvető, 1988. 390 oldal
- „Tisztelt közönség, kulcsot te találj…” Budapest: Gondolat, 1990. 300 oldal
- Stilepoche. Theorie und Diskussion. Eine interdisziplinäre Anthologie von Winckelmann bis heute.Frankfurt/M. &c.: Peter Lang 1990. 766 oldal
- Recrudescunt vulnera. Budapest: Cserépfalvi, 1991. 350 oldal
- Hamisítás. Budapest: Magvető, 1995. 338 oldal
- Majdnem nem lehet másként. Tanulmányok Vajda Mihály 60. születésnapjára; szerk. Fehér Ferenc, Kardos András, Radnóti Sándor; Cserépfalvi, Budapest, 1995
- Diotíma. Heller Ágnes 70. születésnapjára; szerk. Kardos András, Radnóti Sándor, Vajda Mihály; Osiris–Gond, Budapest, 1999
- The Fake. Forgery and its Place in Art. Rowman & Littlefield, Lanham MD, 1999. 246 oldal
- Krédó és rezignáció. Esztétikai-politikai tanulmány Walter Benjaminról; Argumentum–MTA Lukács Archívum, Budapest, 1999 (Alternatívák) 224 oldal
- A piknik. Írások a kritikáról; Magvető, Budapest, 2000, 334 oldal
- Műhelymunka. Debrecen: Csokonai, 2004
- A másként-gondolkodó. Tamás Gáspár Miklós 60; szerk. György Péter, Radnóti Sándor; Élet és Irodalom, Budapest, 2008
- Az Egy és a Sok. Bírálatok és méltatások; Jelenkor, Pécs, 2010
- Jöjj és láss! A modern művészetfogalom keletkezése. Winckelmann és a következmények; Atlantisz Könyvkiadó, Budapest, 2010 (Mesteriskola), ISBN 9789639777071
- Az üvegalmárium. A magyar korona helye; Noran Libro, Budapest, 2011
- Kalmár János; HUNGART Vizuális Művészek Közös Jogkezelő Társasága Egyesület, Budapest, 2012
- A süketnéma Isten és más bírálatok; Magvető, Budapest, 2018
- Sosem fogok memoárt írni; Magvető, Budapest, 2019, Tények és tanúk 135., ISBN 9789631438390
- A táj keletkezéstörténetei. "Ők, akik nézték Hannibál hadát"; Atlantisz, Budapest, 2022 (Mesteriskola)

## Díjai, kitüntetései
- A New York University, New York kutatói ösztöndíja (1984)
- Az Österreichische Gesellschaft für Literatur ösztöndíja (1986)
- Az Institut für die Wissenschaften vom Menschen ösztöndíja (1987)
- Mikes Kelemen-díj (1991) (Hollandia)
- Déry Tibor-díj (1991)
- Kosztolányi Dezső-díj (1993)
- A filozófia tudományok doktora (1991)
- A Paul Getty Foundation ösztöndíja (1994, 1998)
- József Attila-díj (1995)
- A Soros Alapítvány Életműdíja (1996)
- Az Österreichische Gesellschaft für Literatur ösztöndíja (1997)
- Széchenyi professzor ösztöndíj (1997-2000)
- A Magyar Köztársasági Érdemrend középkeresztje (1998)
- A Magyar Szépírók Társaságának díja (2001)
- Pro Literatura díj (2004)
- Széchenyi-díj (2005)
- Alföld-díj (2006)